# Papež Janez XXII.
Papež Janez XXII., rojen kot  Jacques Duèze (tudi: francosko Jacques d'Euse, srednjeveško italijansko Jacme Duesa, latinsko Iacobus de Osa), francoski dominikanec in papež, * okoli 1244 Cahors ((Lot, Francosko kraljestvo), † 4. december 1334, Avignon (Venaissin, Provansa, Francosko kraljestvo – danes Francija).

## Življenjepis

### Mladost
Jakob se je rodil kot prvorojenec med desetimi otroki v palači Duèze v Cahorsu kot Jacques Duèze, Duèse ali d'Euse 1244 (večina zastopa to letnico; po nekaterih med 1244 do 1250); oče Arnaud Duèse ter mati Helena Beraldi (Hélène de Bérail, de Béral, de Béraldi) sta izhajala iz dobro stoječe družine, ki se je ukvarjala z denarništvom. 

Prvo izobrazbo je prejel pri dominikancih v rojstnem kraju; pozneje je študiral bogoslovje in pravo v Montpellier-ju in Parizu. Pozneje je predaval civilno in cerkveno pravo v Toulousu in Cahorsu. Navezal je dobre odnose s Karlom II. Neapeljskim in njegovo priporočilo je postal 1300 škof v Fréjus u. 1309 je napredoval za kanclerja pri Karlu II. in 1310 je postal avignonski nadškof. Strinjal se je sicer z javnim mnenjem, ki je bilo naklonjeno zatrtju templjarjev, vendar je branil tudi Bonifacijevo bulo Unam sanctam.

Na avinjonski nadškofijski sedež ga je postavil Klemen V., da bi mu bil zanesljiv tolmač v pravnih zadevah, a 1312 ga je postavil za portoškega suburbikalnega kardinala-škofa. Zastopal je pravno mnenje, po katerem ima papež pravico tudi brez odobrenja koncila razpustiti templjarje  in sicer zato, ker je z izgubo Svete dežele 1291 prenehalo njihovo poslanstvo. Glede »Unam sanctam« je menil, da je pravno neoporečna. Na Viennskem koncilu je bil eden izmed glavnih usmerjevalcev. 

## Papež

### Dveletne volitve
20. aprila 1314 je po hudi bolezni in kesanju nad kruto usodo templjarjev − katere je bil sokriv − v Roquemauru umrl Klemen V. in zapustil med seboj sprt kardinalski zbor: 10 jih je bilo gaskonjskih, 8 italijanskih in 3 provanški in se nikakor niso mogli zediniti za skupnega kandidata, čeprav so takoj vstopili v konklave in začeli volitve v Carpentrasu. Gaskonjci, na katerih čelo je pokojni papež postavil dva svoja mlajša brata, so za neuspeh javno obdolžili Italijane. Ljudstvo se je dvignilo, zažgalo njihovo bivališče in pomorilo njihove služabnike; kardinali so uvideli, da niso več varni ter so pobegnili 24. julija 1314 ter jih ni bilo več mogoče primamiti nazaj. Začeli so vsaki svoje volitve: eni v Avignonu, drugi v Rimu. Ko je sedisvakanca trajala že skoraj dve leti, je uspelo kralju Filipu, da je zopet zbral 23 kardinalov v dominikanskem samostanu v Lyonu, kjer so po 42 dneh, 7. avgusta 1316, le izvolili Jakoba de Osa (francosko Jacques d'Euse oziroma Jacques Duèze, italijansko Jaime oziroma Jacme Duesa, latinsko Iacobus de Osa). Tam so ga 5. septembra 1316 tudi kronali pod imenom Janeza XXII. Sedež sv. Petra je bil torej tokrat prazen dve leti, tri mesece in 23 dni.

### Pobožen in odločen papež
Janez je drugi papež, ki je stoloval v Avignonu. Za časa svojega osemnajstletnega papeževanja je zelo redko šel ven iz avignonske papeške palače in še takrat samo zaradi obredov v bližnji stolnici. Izgleda pa, da je obljubil italijanskim kardinalom – da bi dobil njihove glasove med konklavom – da, če bo izvoljen za papeža, ne bo nikoli zajahal konja, razen da bi odjahal v Rim – in je držal besedo, pa tudi v Rim ni šel. Živel je kot kak puščavnik. 

V mlajših letih si je pridobil odlično teološko in pravno izobrazbo, bil je prava vladarska narava, odločen, nravno strog in pobožen, za dosego svojih cerkvenopolitičnih ciljev pa tudi nepopustljiv in trmast, odločen v cerkvenoupravnih zadevah. 

### Protipapež
V Nemčiji sta se za kraljevsko krono spopadla Ludvik Bavarski in Friderik Avstrijski. Najprej je papež zavzemal neopredeljeno stališče. Ko je pa zmagal Ludvik in hotel vzpostaviti svoje gospostvo tudi nad Italijo, čemur pa se je papež odločno uprl in imenoval svojega upravnika. Razvnel se je še en spopad med papeštvom in nemškimi vladarji, ki ni bil nič manj silovit kot tisti iz preteklosti. Janez XXII. je pod kaznijo izobčenja zahteval od Ludvika, da se odpove Italiji, nazadnje ga je tudi dejansko izobčil. Kralj je v Nürnbergu sklical državni zbor, razglasil odstavitev Janeza XXII. in postavil protipapeža Nikolaja V., ki pa se je po dveh letih uklonil Janezu XXII. Ludvikov udarec tokrat ni veljal zgolj papeževi osebi, ampak papeštvu kot ustanovi. Na njegovem dvoru so se zbrali nekateri nasprotniki papeštva, med njimi Janez iz Janduna, Okam in Marsilij iz Padove. Ti so 1326 izdali spis »Defensor pacis«, v katerem so zavračali hierarhično ureditev Cerkve, zanikali božji izvor papeškega prvenstva in poudarjali, da je Cerkev skupnost vseh, ki verujejo v Kristusa, skupnost, v kateri so vsi enaki: ne papež ne škofje nimajo od Kristusa nikakršnega posebnega položaja, so le pooblaščenci v skupnosti verujočih. Najvišji vodstveni organ v Cerkvi je po njihovem in kraljevem mnenju koncil, ki zastopa celotno božje ljudstvo.
S postavitvijo protipapeža je bil šel cesar vse do skrajne meje; vsi ti koraki pa so ostali nepomembni, ker mu je manjkala moč, da bi tisto, kar je začel, tudi v resnici dokončal. »Omamljen po lahki zmagi, zaslepljen po miselnosti teoretika in gnan naprej po sovraštvu do nasprotnika Janeza, je podvzel Ludvik, ko je dal svetu novega papeža, eno zadevo, ki se je vsekakor morala ponesrečiti.« (Hauck)  

### Frančiškanskouboštvo
Janez XXII. je odločno posegel v spore, ki so red manjših bratov hudo razdvajali zaradi različnega pojmovanja in tudi prakse Frančiškovega uboštva; s svojim nastopom je redu nakazal novo smer delovanja in opredeil vrednostno lestvico meniških zaobljub; papež je poudari, da je treba na prvo mesto postaviti pokorščino oziroma ubogljivost cerkvenemu vodstvu, na drugo čistost (neporočenost, zdržnost) ter šele na tretje mesto uboštvo (revščino, neposedovanje zemeljskih dobrin). V svoj buli je kot smešno označil mnenje, da vse frančiškansko premoženje neposredno pripada papežu; določil je, da zaradi resničnh življejskih potreb morajo tudi oni sprejeti neke vrste lastništva nad svojimi stavbami in vrtovi, ki so jim potrebni za preživetje in apostolsko delovanje. Veliko zmedo so napravili v njihovih vrstah tako imenovani bratci (fraticelli), ki so se po eni strani hoteli odpovedati kakšnikoli lastnini, po drugi strani a očitali cerkvenim dostojanstvenikom upravljanje z zemeljskimi dobrinami, ki so večkrat presegale najnujnejše potrebe.

S pravilnim odnosom do uboštva se je ukvarjalo kar nekaj papeških bul: 
1. Quorundam exigit je določila ureditev frančiškanov , ki naj izvajajo odgovorno lastništvo nad svojim premoženjem; njim pridruži bratce ter nedvosmiselno opredeli vrednostno lestvico samostanskih vrlin: 1.pokorščina, 2.čistost, 3.uboštvo, s tem da postavi na prvo mesto pokorščino cerkvenim predstojnikom. Papež trezno obravnava vprašanje uboštva Kristusa in apostolov, ki je bilo v bistvu v nenavezanosti na zemeljske dobrine, v dobrodelnosti, apostolatu in spodbuja frančiškane k posnemanje Kristusa ter širjenju njegovega nauka.
2. Cum inter nonnulos je obsodila nauk o uboštvu, ki trdi, da Kristus in apostoli sploh ničesar niso posedovali ter da so imeli vse skupno; v tem naj bi jih posnemala tudi sodobna cerkvena hierarhija in vsi verniki, kar bi bilo neke vrste komunizem – v praksi pa nemogoče.
3. Quia quorundam je zavračala nauk o uboštvu frančiškanskih »spiritualcev« in "bratcev" ter njim podobnim gibanj, kakor tudi nekatere vodilne zagovornike teh že oporekovalskih zamisli.

Papež Janez XXII. kot praktičen človek ni spregledal, da bi lahko frančiškansko poudarjanje popolnosti v zvezi z evangeljskim nasvetom »donna povertà« (»gospa revščina«) pomenilo grožnjo za ostalo Cerkev. Skrajneži so izmaknili nadzoru tudi zaradi več kot dveletne sedisvakance in popustljivega ravnanja njegovih prednikov. Z bulo »Exiit qui seminat« je Nikolaj III., z bulo »Exivi de Paradiso« pa Viennski koncil prenesel vse lastništvo manjših bratov na Sveti sedež, medtem ko naj bi frančiškani ohranili njegovo zmerno uporabo. Papež opozarja na nedoslednost: lastništvo so teoretično prenesli na papeža, stvari pa so v praksi uporabljali po mili volji. Zato se je enkrat za vselej odpovedal takemu skrbništvu.

Z bulo od 7. oktobra 1317 “Quorundam exigit” papež secer priznava Kristusovo uboštvo v razlagi Nikolaja III., kakor tudi ukrepe zoper lastništvo v izvajanju Inocenca IV. ter Klemena V.; vendar pa v tej buli določa nekatere posameznosti glede dolžine habita in vrste jedi, ki naj jo uživajo. Papež grozi z izobčenjem tistim, ki bi odklanjali ta določila in omenja, da je pokorščina krepost, ki je pomembnejša od uboštva. V teku nekaj mesecev se je večina upornikov vdala, razen štirih, ki niso hoteli ubogati v tako malo duhovnih rečeh, kot je habit in hrana: te so 7. maja 1318 obtožili in obsodili v Marseju na grmado. 

### Obnoviteljsko delovanje
Papež Janez XXII. je bil odličen in upravnik in učinkovit preureditelj Cerkve. Poslal je zahvalno pismo muslimanskemu vladarju Uzbeg-kanu, ki je bil zelo strpen do kristjanov in je z njimi lepo ravnal. 
Izročilo pravi, da je sestavil molitev Anima Christi (=Duša Kristusova), ki se je ljudstvu tako priljubila, da jo še dandanes molijo verniki kot  poobhajilno zahvalno molitev. 
27. marca 1329 je papež obsodil več stavkov Mojstra Eckharta kot heretičnih z bulo  In Agro Dominico.
Tomaža Akvinskega je 1323 razglasil za svetnika. Sicer pa se je tudi pod njegovim pontifikatom bohotil nepotizem, papeška kurija pa je z iznajdljivim uvajanjem novih davkov, taks in pristojbin vse bolj postajala močna finančna ustanova. Da je zapustil zaklad 25 milijonov zlatnikov, je pravljica; osebno neoporočni in varčni papež pa je ob smrti res zapustil tričetrt milijona zlatih guldnov.

### Zmotno učenje
Papež je začel učiti v svojih pridigah v zvezi s temo, ki so jo tedaj zelo radi obravnavali, in sicer, da duše zveličanih ne pridejo takoj do nebeškega gledanja (visio beatifica), ampak da so zaprte »pod oltarjem« do sodnega dne, kjer premišljujejo Kristusovo človeštvo, ne pa še božanstva. Podobno je menil tudi, da hudi duhovi še niso v peklu, ampak da bodo tja prišli šele na sodni dan. To svoje zasebno učenje – ki ga ni nikoli vsiljeval kot versko resnico ali dogmo – je pred smrtjo obžaloval in tudi pred kardinalsko komisijo preklical. 

## Dela

### Papeške bulein določbe
Papež Janez XXII. je izdal več papeških bul, ki so vsebovane v 70 rokopisnih zvezkih. Večina od njih obravnava zadevo frančiškanskega uboštva: 
1. Ex debito zahteva papeževo dovoljenje za vsakršno nadarbinsko spremembo (15. september 1316).
2. (13. junij 1317) priznanje reda montežanov, povezanim s cistercijani, ki mu pripade premoženje templjarjev ter ivanovcev.
3. Quorundam exigit (7. oktober 1317); določi ureditev frančiškanov , ko jim podredi bratce  (fraticelli); opredeli vrednostno lestvico samostanskih vrlin: 1.pokorščina, 2.čistost, 3.uboštvo.
4. Exsecrabilis določa, da lahko poseduje uživalec le eno nadarbino in (17. november 1317).
5. Sancta Romana (30. december 1317).
6. Spondent quas non exhibent (1317); obsodi alkimiste in vražarje.
7. (1317) kanonizacija Ludvika Tuluškega (Saint-Louis de Toulouse).
8. Gloriosa Ecclesia  (23. januar 1318).
9. poveča pooblastila inkvizitorjem in tožilcem (1318).
10. Priznanje Cambriške univerze kot vseučiliške ustanove (1318).
11. Priznavanje Kristusovih vitezov na Portugalskem (15. marec 1319).
12. ukaz za sekularizacijo cerkve Sv. Mala (l'église de Saint-Malo; 27. oktober 1319)[17].
13. Bulle de dismembration, ki omogoča papeževemu nečaku, Arnaud de Trian-u, odhod v Pernes pri Carpentrasu, novo glavno mesto okraja Venaissin, kjer postane upravnik in sodnik (20. april 1320)[18].
14. Naloži bratu Bernardu Délicieuxu, da sleče meniško obleko (1320).
15. Quia nonunquam prepoveduje nadaljnje razpravljanje o uboštvu (26. marec 1322).
16. Ad conditionem canonum se papež za vedno odpoveduje lastnini frančiškanov ali drugih beraških redovnikov (8. december 1322).
17. Cum inter nonnulos (12. november 1323) obsoja nauk o uboštvu Kristusa in apostolov (ki trdi, da sploh ničesar niso posedovali).
18. Docta Sanctorum patrum (1324 – v času pred Veliko nočjo 1325) [19].
19. Quia quorundam obsoja nauk o uboštvu frančiškanskih »spiritualcev« in bratcev (=fraticelli) (10. november 1324).
20. Osnoval je zavod Gaillac v okraju (departmaju) Tarn (14. februar 1329).
21. In agro dominico obsojenih posthumno 28 stavkov Mojstra Eckharta (27. marec 1329).
22. Quia vir reprobus (16. november 1329).
23. Ratio iuris (ustanovitev osrednjega denarnega sklada 1331).
24. O blaženem gledanju (»visio beatifica« 1331).
25. Ločitev Italije od Svetorimskega cesarstva.
26. Ne super his (1334).

## Smrt in češčenje
Janez XXII. je dočakal 90 let, ko je umrl 4. decembra 1334 v Avignonu in so ga pokopali v tamkajšnji stolnici.

Posmrtni papežev spomenik še vedno lahko občudujemo v cerkvi; najnovejša izkopavanja pa se zdi, da potrjujejo izročilo, ki pravi, da so njegove telesne ostanke vrgli v Rono za časa brezbožne francsoske prekucije.

V več krajih ga častijo kot blaženega − uradno pa ni vpisan v seznam svetnikov. O njem pravijo, da je z njegovim vladanjem postalo papeštvo bolj ugledno, če že ni postalo bolj priljubljeno.

### Ocena
Papeža Janeza XXII. so pred nastopom papeške službe smatrali za človeka Anžujcev; kot papež pa je uspešno našel ravnotežje med neapoljskimi Anžujci in francoskim kraljem. Papež malomeščanskega porekla se je na papeškem prestolu vsekakor pokazal kot iznajdljiv upravnik in denarni strokovnjak; že kot kardinal je namreč imel tesne zveze z lombardijsko bančno hišo Tolomeo. Nedvomno je Janez XXII. najpomembnejši avinjonski papež, ki je resnično zgradil papeško denarništvo in kurialno upravo. Zaradi nasprotovanja cesarju in bankirskega videza se je zameril tudi Danteju.
Dante omenja Janeza XXII. v svoji Božanski komediji − vendar ne v Peklu, ampak v Raju, in sicer kar dvakrat. Najprej papežu očita, da v svoji lakomnosti ne pozna niti Petra (Ribiča) niti Pavla, ki sta za Kristusa prelila svojo kri, pa še vedno živita in vse vidita (XVIII, 130−136). V XXVII. spevu pa sveti Peter bere levite slabim papežem, med katere prišteva Dante tudi Janeza XXII. (XXVII 57−60)